# Finn Hudson
Finn Hudson è un personaggio della serie televisiva Glee, interpretato da Cory Monteith.

## Vicende nella serie
Finn Hudson è il quarterback della squadra di football del liceo McKinley; è orfano di padre, che morì di overdose quando era piccolo (la madre però gli ha sempre fatto credere di essere morto in guerra in Iraq), e frequentava la capo cheerleader Quinn Fabray. Quando Will Schuester lo sente cantare sotto la doccia nello spogliatoio della squadra, lo ricatta mettendo della marijuana nel suo armadietto e accusandolo di far uso di droghe. Will lo convince a fare ammenda entrando nel glee club, che ha bisogno di una voce da solista maschile. Finn viene deriso dai suoi compagni, ma nonostante ciò capisce di aver trovato qualcosa che gli piace fare e decide di restare nelle Nuove Direzioni.
Finn inizia a sviluppare dei sentimenti per Rachel Berry, che bacia segretamente. Poco dopo Quinn gli rivela di essere incinta e gli fa credere di essere il padre del bambino. Finn le crede, anche se i due non avevano in realtà mai fatto l'amore. I due ragazzi tengono segreta la gravidanza ai genitori di lei, finché Finn, invitato da loro a cena, ammette loro la verità. Quinn viene cacciata di casa e va a vivere da Finn. In seguito, tuttavia, Rachel inizia a sospettare che il vero padre sia invece Noah Puckerman e confida il suo dubbio a Finn. Quest'ultimo e Quinn si lasciano e lei viene accolta a casa di Puck.
Rachel è convinta che lei e Finn ora stiano insieme, ma viene invece respinta da lui, che sostiene di voler restare da solo. Più avanti, Finn le propone di stare insieme, ma lei, che ha iniziato a frequentare il leader dei Vocal Adrenalin Jesse St. James, rifiuta la proposta. Santana propone a Finn di andare a letto con lei, per aumentare la popolarità di entrambi. Finn accetta e perde in questo modo la sua verginità, ma reputa l'esperienza senza significato e decide di tenerla nascosta a Rachel.
Nel frattempo, la madre di Finn, Carol, inizia a frequentare il padre di Kurt, Burt Hummel. Finn è preoccupato che la madre si stia dimenticando del defunto marito, ed è fortemente contrario alla relazione. Le due famiglie vanno a vivere insieme, e Finn si ritrova in una posizione scomoda quando lui e Kurt, che è innamorato di lui, devono condividere la stessa stanza. In preda alla collera, Finn lo insulta chiamandolo finocchio; Finn tenta di scusarsi, ma Burt gli chiede di andarsene. In seguito Finn e Kurt si riappacificano e anche Burt lo perdona, una volta capito che era stato suo figlio ad averlo provocato con le sue avances.
Alle Regionali, Finn dice a Rachel di amarla e i due iniziano una relazione, che continua per tutta l'estate successiva. Tornati a scuola, Finn recluta Sam Evans nel glee club. Finn tenta di aiutare il paraplegico Artie ad entrare nella squadra di football, ma la nuova coach, Shannon Beiste, pensa di essere presa in giro e li caccia entrambi dalla squadra. Finn viene sostituito come quarterback proprio da Sam, che inizia inoltre a corteggiare la sua ex ragazza, Quinn.
Finn torna ad essere quarterback della squadra di football. Rimane inizialmente shockato dalla notizia del matrimonio tra sua madre e Burt Hummel, ma poi si dice contento per la loro felicità e inizia a trattare Kurt come un fratello.
Rachel viene a sapere che l'anno precedente Finn è stato con Santana e bacia Puck per ripicca. Finn, tradito per la seconda volta da una fidanzata, lascia Rachel e poco dopo torna a corteggiare Quinn. In seguito lascia nuovamente quest'ultima e chiede a Rachel di dargli una seconda possibilità; la ragazza accetta, pur sapendo che la loro relazione non potrà continuare dopo il diploma, quando lei si trasferirà a New York per il college, nella terza stagione Finn proporrà a Rachel di sposarlo, lei all'inizio è contraria usando come scusa la loro ancora giovane età ma la canzone che le dedica Finn la convince, durante il matrimonio un fatto imprevisto fermerà le nozze. L'evento che le fermerà è l'incidente di Quinn che finirà per un periodo sulla sedia a rotelle. Dopo aver vinto le nazionali Finn decide di lasciare Rachel anche se l'ama molto per lasciarle seguire il suo sogno di trasferirsi a New York. Lui invece decide di seguire l'esempio di suo padre e si arruola nell'esercito.
Lui però non si sente a suo "agio", non riesce a stare a passo così decide di lasciare l'esercito, dopo essersi sparato ad una gamba e ritorna da Rachel, che però è in quel momento con Brody. I due assieme a Kurt e Blaine, salito a New York, per il fine settimana, decidono di passare tempo insieme. Finn si rende conto di essere sempre più distante dal mondo della ragazza, nonostante lei lo cerchi di convincere a venire alla NYADA. Alla confessione di Rachel di un bacio della ragazza con il suo nuovo compagno di scuola Brody, i due litigano e nel cuore della notte Finn torna a Lima, rivelandolo solo a Kurt che era sveglio, dopo essersi lasciato con Blaine.
Dopo la brutta rottura, torna a Lima per aiutare allo spettacolo, qui riesce a coinvolgere anche Ryder, un atleta dotato di grande talento canoro, ed aiutare i ragazzi ad immedesimarsi, chiudendo definitivamente però con Rachel, venuta a vedere lo spettacolo (dove entrambi si immaginano come i protagonisti) dopo averla colta in lacrime ed aver compreso che quel dolore non era per lui, ma per Brody, comprendendo così che lei ormai è andata avanti. Will invece in partenza per un lavoro, decide di lasciare le redini del Glee proprio al ragazzo, di cui si fida ciecamente. Durante questo frangente di spazio comincia una faida contro Sue Silvester, sebbene in ragazzo sia giovane e pieno di sogni, ed anche fornito di grandi idee, deve prima lottare contro il dissenso dei membri del glee che non lo vedono come un insegnante e non lo pensano capace quanto il precedente insegnante e poi con Blaine. Sorprendentemente il ragazzo riesce invece a montare un ottimo numero per le provinciali, che vengono però perse a causa di Marley, che mal nutrita e sotto pressione sviene. Nonostante la Silvester prenda la sua stanza ed i ragazzi, con l'eccezione di Marley, sembrino aver preso nuove strade, Finn insieme all'amica si impegna per mantenere lo spirito nei ragazzi, completamente disillusi.
Grazie a loro il Glee sopravvive, sebbene senza uno scopo, fino al ballo invernale in cui Blaine e Sam riescono a ritornare in competizione, fornendo prove dell'uso di steroidi degli usignoli.
Finn si occupa anche di aiutare la signorina Philsbury nel preparare le sue nozze in qualità di testimone dello sposo, poiché il signor Shuester è ancora via. Nel tentativo di placare la sposa, ormai sempre più pressata da tutta l'atmosfera, i due si baciano, sebbene questo non abbia reali conseguenze, poiché entrambi sentimentalmente non coinvolti, questa azione viene vista come la goccia che fra traboccare il vaso. Prima delle nozze Finn e Rachel si incontrano e la ragazza lo convince a non dire a nessuno del bacio, i due poi convengono di duettare insieme, per via della loro chimica musicale; dopo il matrimonio (fallito per fuga della sposa), Finn e Rachel passano la notte insieme.
Sebbene tormentato dai sensi di colpa, Finn spinge Will a riconquistare la sua amata, cosa che il professore fa, ma per sentirsi in pace con la coscienza il ragazzo rivela del bacio (che era totalmente influente nei motivi per cui Emma era fuggita dalle nozze), creando così attrito tra lui e Will. Il professore si impegna da quel momento a rendere la vita del ragazzo uno strazio, questo subisce sentendosi responsabile, fino a che si dichiara esausto, così ovvio a tutti i membri del Glee della loro faida, li spingono a cantare insieme per potersi pacificare. Nonostante Finn si dimostri disponibile e pronto a mettere tutto da parte, il professore rifiuta. Privato di una parte importante di sé e del Glee, Finn, sotto consiglio di Marley, decide di non preoccuparsi più del professore e di andare al college, per poter diventare un giorno lui stesso un professore.
Viene però chiamato da Santana a New York, dove appura che Brody, il fidanzato di Rachel, è un gigolò: lì, insieme all'aiuto Santana, intrappola il ragazzo e dopo avergli tirato un pugno gli intima di lasciar stare la donna che un giorno sposerà, Rachel. In seguito la ragazza, scoperta questa storia, lo ringrazia per aver difeso il suo onore e tra i due c'è un tenero riavvicinamento: il ragazzo le mostra tutto il suo supporto per il provino di Funny Girl, per cui le consiglia di cantare Don't Stop Believing, la prima canzone cantata come membri di un gruppo, il loro punto di partenza. Durante la stessa performance, Rachel immagina Finn, Artie, Mercedes, Kurt e Tina (gli originali sei) sul palco con lei.
Durante il college, Finn scopre le gioie delle feste, assieme a Puck, compagno di stanza, sebbene non frequentante, in ritiro per scrivere la sua sceneggiatura. I due ragazzi sono presi dal divertirsi, così da trascurare i loro compiti. Will prova a raggiungere l'amico nella speranza di poter finalmente fare pace e riportare il ragazzo al Glee, ma finisce stavolta rifiutato dall'amico, disinteressato ad imparare realmente qualcosa. Puck, notando che l'amico trascura gli studi, finisce per fargli una lavata di testa, ricordandogli che deve studiare per essere un buon insegnante. Da quel momento Finn diventa uno studente ottimo e si riconcilia anche con Will, tornando a collaborare con lui e riuscendo anche a tramutare in credito il suo coinvolgimento per il Glee Club.
In seguito alla morte di Cory Monteith anche il personaggio è stato fatto morire, anche se la causa del decesso non è stata precisata.
A Finn è stato dedicato il terzo episodio della quinta stagione, intitolato "Addio, Finn". A lui viene dedicato il nuovo auditorium del McKinley, dopo un commovente discorso fatto da Sue verso la fine dell'episodio "I sogni si avverano".

## Casting

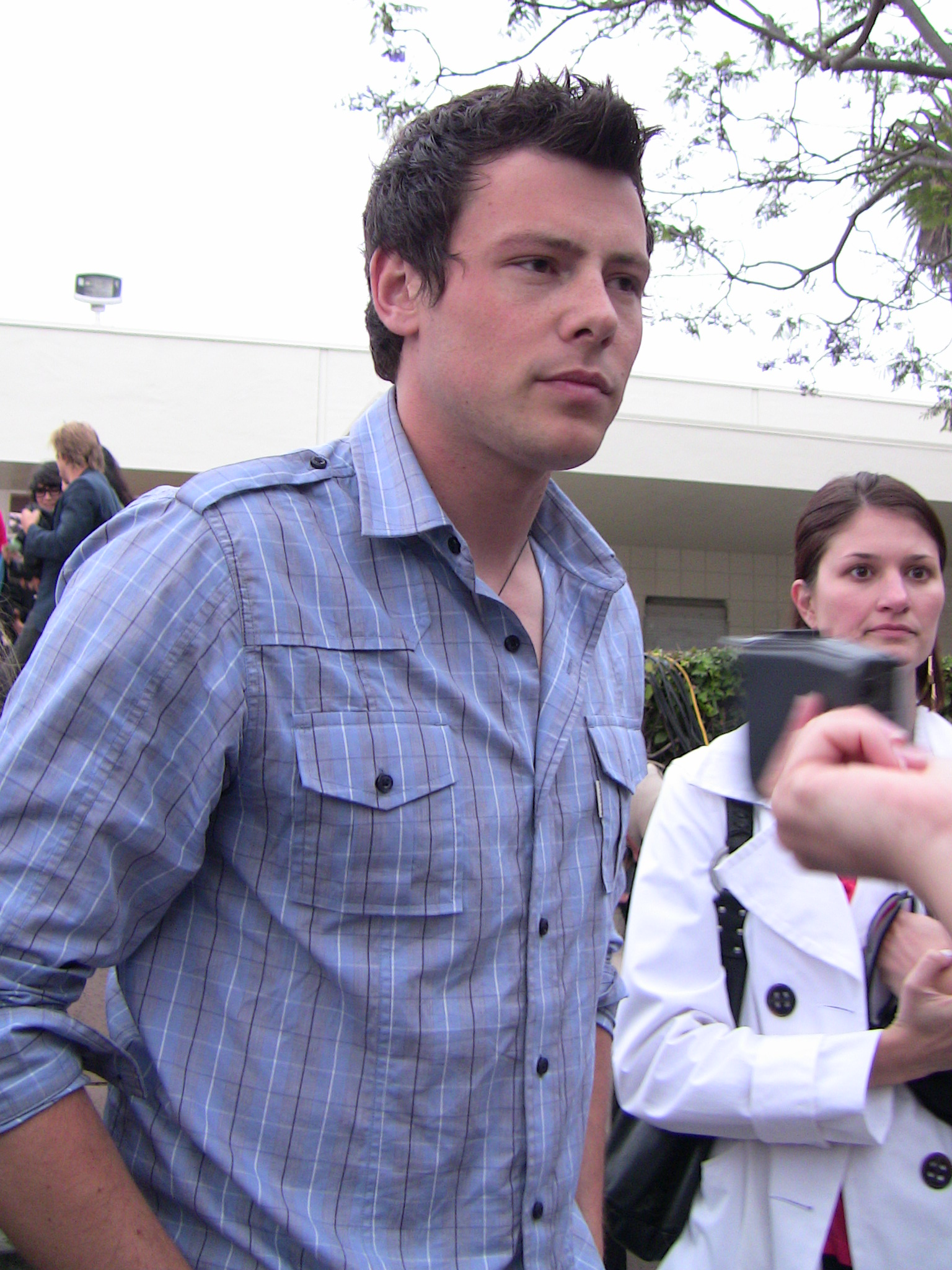
Cory Monteith

Finn Hudson è stato interpretato da Cory Monteith. È stato inoltre interpretato da bambino da Jerry Phillips nell'episodio Voci fuori dal coro e da Jake Vaughn ne La supplente. Monteith mandò per i provini una registrazione in cui lo si vedeva soltanto recitare, perciò gliene venne chiesta una seconda in cui lui desse prova delle sue abilità canore. L'attore si registrò dunque cantare Can't Fight This Feeling dei REO Speedwagon. Monteith era interessato dal fatto che Finn «non è solo uno stupido atleta», ma anzi «cammina sulla sottile linea tra il voler seguire i suoi sogni e soddisfare ciò che gli altri si aspettano da lui.»
L'attore Cory Monteith è morto il 13 luglio 2013 e, dopo un'autopsia effettuata il 15 luglio 2013 si è scoperto che fatale per l'attore è stata un'overdose di eroina e alcol.

## Accoglienza
Maureen Ryan del Chicago Tribune ha scritto che «Cory Monteith dà a Finn Hudson un'autorità da atleta e allo stesso tempo un'innocenza supplichevole.» A Korbi Ghosh di Zap2it è piaciuta la «dolce natura» di Finn, e ha osservato che «è chiaro che sotto sotto Finn è una brava persona.»

## Performance musicali
Finn Hudson debutta come cantante sin dal primo episodio, cantando Can't Fight This Feeling dei REO Speedwagon; la canzone è una delle prime tracce dell'album Glee: The Music, Volume 1. I'll Stand by You, (You're) Having My Baby e il duetto Smile fanno parte di Glee: The Music, Volume 2, mentre Hello, I Love You è stato inserito in Glee: The Music, Love Songs. A House Is Not a Home e Total Eclipse of the Heart sono state rese disponibili in Glee: The Music, Volume 3 Showstoppers, mentre She's Not There nell'album Glee: The Music, Volume 5.
| Episodio                   | Titolo della canzone                      | Artista originale              | Con                                                                           |
| -------------------------- | ----------------------------------------- | ------------------------------ | ----------------------------------------------------------------------------- |
| Voci fuori dal coro        | Can't Fight This Feeling                  | REO Speedwagon                 | solista                                                                       |
| Canzoni d'amore            | I'll Stand by You                         | The Pretenders                 | solista                                                                       |
| Canzoni d'amore            | (You're) Having My Baby                   | Paul Anka e Odia Coates        | solista                                                                       |
| Capellografia              | You're the One That I Want                | Grease                         | Rachel Berry                                                                  |
| La televendita             | Smile                                     | Lily Allen                     | Rachel Berry                                                                  |
| Hell-O                     | Hello, I Love You                         | The Doors                      | solista                                                                       |
| Come Madonna               | Borderline / Open Your Heart              | Madonna                        | Rachel Berry                                                                  |
| Come Madonna               | Like a Virgin                             | Madonna                        | Emma Pillsbury, Will Schuester, Jesse St. James, Rachel Berry e Santana Lopez |
| Casa                       | A House Is Not a Home                     | Dionne Warwick                 | Kurt Hummel                                                                   |
| Cattiva reputazione        | Run Joey Run                              | David Geddes                   | Rachel Berry, Jesse St. James e Noah Puckerman                                |
| Cattiva reputazione        | Total Eclipse of the Heart                | Bonnie Tyler                   | Rachel Berry, Jesse St. James e Noah Puckerman                                |
| Senza voce                 | Jessie's Girl                             | Rick Springfield               | solista                                                                       |
| Anima e rabbia             | Loser                                     | Beck                           | Noah Puckerman, Sandy Ryerson, Howard Bamboo e Terri Schuester                |
| Anima e rabbia             | Good Vibrations                           | Marky Mark and the Funky Bunch | Noah Puckerman e Mercedes Jones                                               |
| Santo panino               | Losing My Religion                        | R.E.M.                         | solista                                                                       |
| Sfida a coppie             | Don't Go Breaking My Heart                | Elton John e Kiki Dee          | Rachel Berry                                                                  |
| Sfida a coppie             | With You I'm Born Again                   | Billy Preston e Syreeta Wright | Rachel Berry                                                                  |
| The Rocky Horror Glee Show | Over at the Frankenstein Place            | The Rocky Horror Show          | Rachel Berry e le Nuove Direzioni                                             |
| The Rocky Horror Glee Show | Dammit Janet                              | The Rocky Horror Show          | Rachel Berry, Quinn Fabray, Kurt Hummel e Mercedes Jones                      |
| Il primo bacio             | Stop!In The Name Of Love / Free Your Mind | Supremes e En Vogue            | Artie Abrams, Sam Evans, Kurt Hummel e Noah Puckerman                         |
| Furt                       | Just the Way You Are                      | Bruno Mars                     | Nuove Direzioni                                                               |
| Buon Natale                | Last Christmas                            | Wham!                          | Rachel Berry                                                                  |
| Gioco di squadra           | She's Not There                           | The Zombies                    | solista                                                                       |
| Born This Way              | I've Gotta Be Me                          | Sammy Davis Jr.                | solista                                                                       |
| Pettegolezzi               | I Don't Wanna Know                        | Fleetwood Mac                  | Quinn Fabray                                                                  |
| New York                   | Pretending                                | -                              | Rachel Berry                                                                  |